# Ulubatlı Hasan
Ulubatlı Hasan (1428-1453) var en soldat i spahi som uppnådde en heroisk status efter den lyckade belägringen av Konstantinopel. Han föddes i en liten by i Bursa. Vid 25 års ålder marscherade han med sin sultan Mehmed II. 
Det var en tidig morgon den 29 maj 1453. Den sista belägringsdagen, efter morgonbönen, startade den turkiska armén anfallet. Ulubatlı Hasan var den förste som stormade muren genom att klättra upp, med följd av 30 stycken vänner. Han bar endast scimitar, en liten sköld och den turkiska flaggan. Han klättrade upp längs muren, medan pilarna strömmade ner mot honom. När han väl nådde toppen ställde han flaggan på den och försvarade flaggan med bestående 12 vänner vid sin sida. De lyckade döda enorma vågor av greker. Han kollapsade med 27 pilar genomborrade i kroppen. Denna syn gav turkarna ett enormt mod och erövrade till slut Konstantinopel.[källa behövs]